# De Vrijmetselaar
De Vrijmetselaar was een Nederlands maçonniek tijdschrift dat gericht was op de studie van vrijmetselaarsymbolen en -rituelen. Het werd uitgegeven door de Maçonnieke Vereeniging tot Bestudeering van Symbolen en Ritualen tussen 1906 en 1941.

## Inhoud
De Vrijmetselaar werd opgericht in met als doel om bestaande kennis over symbolen en rituelen in ruimere mate aan de leden van het Grootoosten der Nederlanden te brengen. Het streven was om de leden aan te moedigen tot een diepgaande studie van symbolen en rituelen, en om het begrip en de waardering ervoor te vergroten.
Een belangrijk aspect van De Vrijmetselaar was de onpartijdigheid in zijn redactie. Het tijdschrift stond open voor verschillende perspectieven en moedigde een constructieve dialoog aan. Polemiek werd buiten het tijdschrift gehouden, met een focus op het bevorderen van begrip en samenwerking.

## Doelgroep en periodiciteit
Het tijdschrift richtte zich specifiek op de leerlinggraad binnen de vrijmetselarij. In de periode 1923-1940 verscheen er een halfjaarlijks bijblad voor de meestergraad. Leden van de Maçonnieke Vereeniging tot Bestudeering van Symbolen en Ritualen ontvingen het tijdschrift en andere publicaties kosteloos, terwijl abonnementen beschikbaar waren voor vrijmetselaren buiten de vereniging.
Het verscheen vier keer per jaar, met afleveringen in de maanden mei, augustus, november en februari. Elke editie bestond uit ongeveer zestien pagina's. De inhoud omvatte onder meer originele studies, overzichten van buitenlandse tijdschriften, vertalingen, boekbesprekingen en antwoorden op ingezonden vragen.

## Opheffing en opvolging
In 1941 werd De Vrijmetselaar opgeheven. In 1950, na de oorlog, werd het opgevolgd door het tijdschrift Thoth, nadat de Maçonnieke Vereeniging tot Bestudering van Symbolen en Ritualen in 1946 was gefuseerd met de Vereeniging Tempelbouw, om de Maçonnieke Stichting Ritus en Tempelbouw te vormen.